# Stefano Infessura
Stefano Infessura (Roma, 1435 circa – 1500 circa) è stato un umanista e cronista italiano.
È ricordato soprattutto per il suo Diario della Città di Roma, una cronaca di parte, in cui abbraccia il punto di vista della fazione della famiglia Colonna. Aveva una posizione che gli permetteva di venire a conoscenza di tutte le informazioni che si diffondevano nei circoli romani, giacché per lungo tempo fu segretario del Senato romano. Gli aneddoti riferiti da Infessura risentono della sua partigianeria, ma il suo diario raccoglie tutte le notizie che circolavano nell'Urbe, vere o false che fossero. Gli storici ritengono il suo diario una fonte inaffidabile per ricostruire la storia dei pontificati di Paolo II, Sisto IV, Innocenzo VIII e l'inizio del pontificato di Alessandro VI.

## Biografia
Infessura conseguì la laurea in giurisprudenza e fu giudice, prima di divenire podestà a Orte nel 1478 e professore di diritto romano alla Sapienza nel 1481. Le pesanti misure finanziarie di Sisto IV comportarono di frequente l'incameramento dei beni dell'Università, che era stata fondata da papa Bonifacio VIII, devolvendoli ad altri usi, ed ebbero come conseguenza la riduzione degli stipendi dei professori.
Infessura fu coinvolto nella cospirazione di Stefano Porcari contro Niccolò V (1453), che aveva come scopo il rovesciamento del potere temporale dei papi e la restaurazione della repubblica. Annoverato fra gli umanisti paganeggianti dell'Accademia Romana sotto Pomponio Leto, Infessura certamente apparteneva alla fazione antipapale.